# Aeropuerto de Vigo
El Aeropuerto Internacional de Vigo-Peinador (IATA: VGO, OACI: LEVX), conocido popularmente como Aeropuerto de Peinador, es un aeropuerto español perteneciente a Aena situado en el municipio gallego de Vigo, en la provincia de Pontevedra, a 9 km del centro de la ciudad de Vigo.
Tiene una pista (01/19) de 2400 m de longitud y 45 m de ancho, con un acceso desde la plataforma y una pista de rodadura a la cabecera 01. Cuenta con un sistema de aproximación instrumental ILS CAT II/III en la cabecera 19. 
La forma antigua Peinador recibe la denominación porque el aeropuerto en su momento se construyó junto al barrio del mismo nombre, en la parroquia de Vilar de Infesta, en el municipio de Vigo. (En 1936, a D. Enrique Peinador, le expropiaron los terrenos donde se construyó, en 1954, el aeropuerto de Vigo.)

## Características

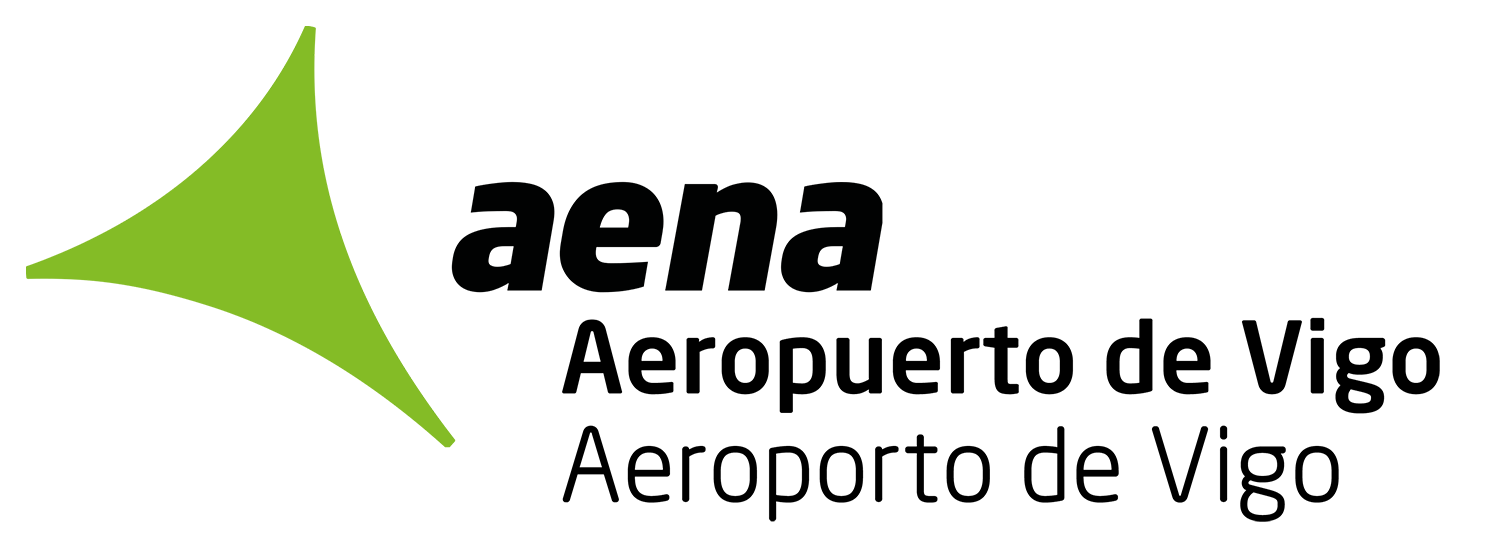
Logo oficial de Aena del aeropuerto de Vigo

Su código IATA es VGO y su código OACI es LEVX. Sus principales conexiones se establecen con Madrid y Barcelona, aunque existen también diversos vuelos con destino a Bilbao, Valencia, Gran Canaria y Tenerife. En las conexiones internacionales destaca la ruta con París-CDG, que debido a la presencia de la Planta PSA Citroën ha contado con un importante número de pasajeros, alcanzando los 106 383 pasajeros en el año 2008. Sin embargo, Air France interrumpió la comercialización de esta ruta en el año 2015, y desde entonces su recuperación ha sido una de las principales reivindicaciones del aeropuerto, siendo recuperada de forma estacional por Air Nostrum.
Su principal aerolínea con base en el aeropuerto es Air Europa.
En el año 2018, el aeropuerto de Vigo gestionó 1 129 689 pasajeros, 12 526 movimientos de aeronaves y 1 060 toneladas de carga.
Ocupa el puesto 22.º en movimiento de pasajeros dentro de los 48 aeropuertos de la red de AENA a la que pertenece (13.º entre los de España peninsular). Su crecimiento medio anual en el período 2000-2007 fue del 9,87%, superior al del conjunto de los aeropuertos españoles considerados globalmente en dicho período (5,83%).
El aeropuerto, con una buena situación estratégica, tiene conexiones directas con la autovía de las Rías Bajas y Vigo-Frontera portuguesa (A52 y A-55), con la autopista del Atlántico (AP9), con la autopista Puxeiros-Val Miñor, hacia Nigrán y Bayona (AG-57) y con la nueva autovía de circunvalación de Vigo (VG-20) que lo comunica directamente con el oeste de la ciudad. También está bien comunicado por transporte público, en concreto por autobús mediante la línea L9A de Vitrasa que conecta la terminal con el centro de la ciudad.
Las distancias aproximadas al aeropuerto desde algunas ciudades cercanas son: La Coruña a 160 km, Braga a 100 km, Orense a 89 km, Oporto a 141 km, Pontevedra a 32 km, Santiago de Compostela a 91 km y Vigo a 15 km.

## Historia
La aviación surgió en Vigo en 1911 con un espectáculo aéreo realizado por el francés Jules Verdines. Dos nuevas fiestas de la aviación tuvieron lugar en 1913 en Coya, y en 1919 en la playa de Panjón.

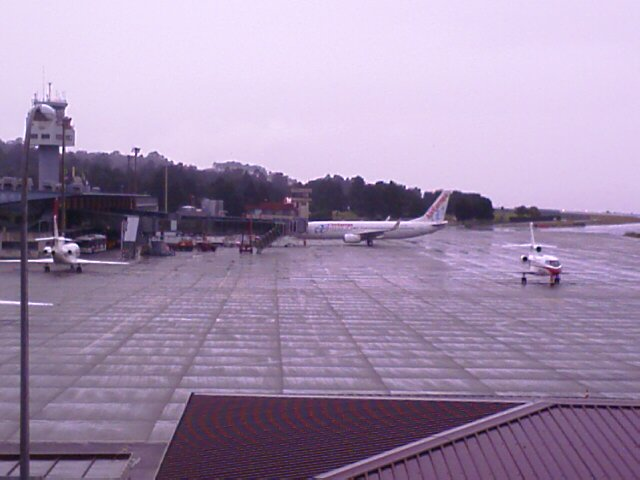

Pero hasta los años 1920 no se piensa en fines comerciales. Entonces, Vigo era el último puerto europeo utilizado habitualmente por los vapores con destino y procedencia de Sudamérica, por lo que transportaban toda la correspondencia. Así, la Comisión Técnica de Correo Aéreo estableció una ruta Madrid-Salamanca-Oporto-Vigo que -sin embargo- nunca llegó a adjudicarse.
En 1927, el Gobierno consideró de interés general la construcción de un aeródromo con carácter aduanero en Galicia. Al mismo tiempo, el puerto de Vigo era habilitado para la hidroaviación. En marzo de 1929 se abrió al tráfico aéreo oficial para la hidroaviación el puerto marítimo y la bahía de Vigo. Como complemento a estas instalaciones, se decidió construir un "aeropuerto marítimo" en la playa de Cesantes, en el municipio de Redondela.

### Construcción
Mientras tanto, el proyecto de aeródromo terrestre seguía su curso en unos terrenos denominados Peinador por haber sido expropiados a Enrique Peinador, próximos a la estación de tranvía Vigo-Mondariz. El ayuntamiento vigués, con el apoyo de varias empresas locales, impulsó las obras pero la falta de fondos obligó a la prestación gratuita de servicios por parte de los vecinos de Vigo, Lavadores y Mos.
El establecimiento de la línea regular en el vecino aeropuerto de Santiago en 1937 relegó a un segundo plano la necesidad del aeropuerto de Vigo y las obras quedaron casi paralizadas. Sin embargo, merced al empeño del ayuntamiento, el Ministerio del Aire volvió a hacerse cargo de ellas en 1940.

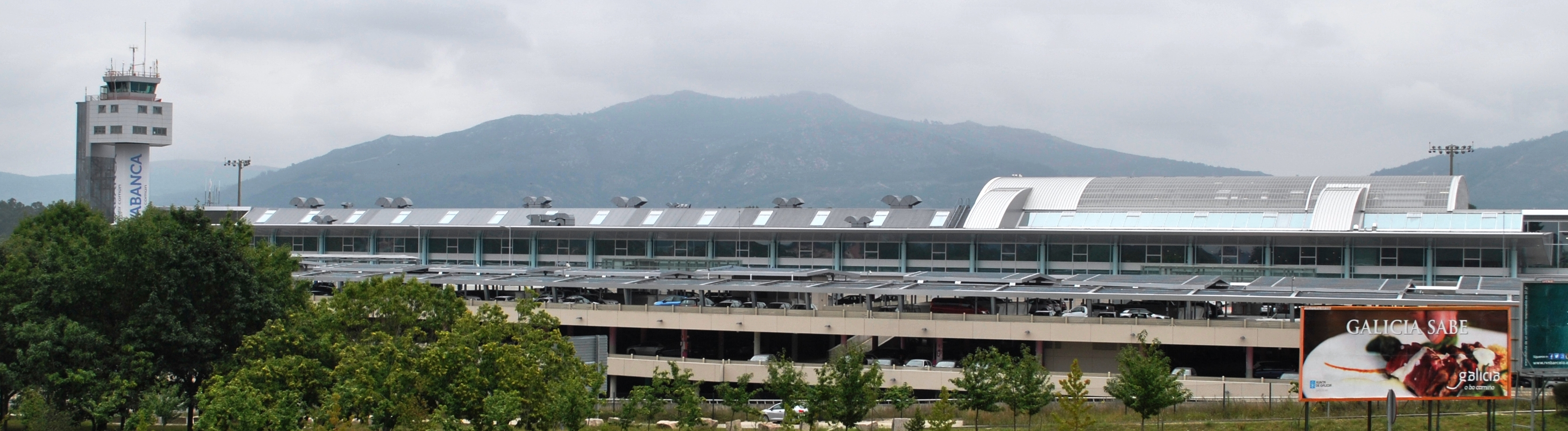
Aeropuerto de Peinador

Tras declarar las obras con «carácter de urgencia», el aeropuerto se construyó entre 1947 y 1952, año en que se publicaron las servidumbres aeronáuticas. Finalmente, el 20 de abril de 1954, con las instalaciones complementarias aún sin concluir, se abrió al tráfico aéreo civil, nacional completo e internacional de turismo. El aeropuerto disponía de una pista de 1500 metros. Cinco días después aterrizó el primer avión, un DC-3 de la compañía Iberia inaugurando así la línea Madrid-Vigo que pasó a los pocos meses a ser atendida por Aviaco.
El aeropuerto se reformó ampliamente en los años setenta. En 1973, se construyó la torre de control; un año después, un nuevo edificio terminal de pasajeros; y en 1975, la central eléctrica. En 1976, se amplió la plataforma de estacionamiento y su enlace con la pista de vuelo. En los años siguientes, se amplió la pista de vuelo para permitir las operaciones de los aviones reactores DC-9. Gracias a ello, en noviembre de 1981 tuvo lugar el primer vuelo de carácter internacional.

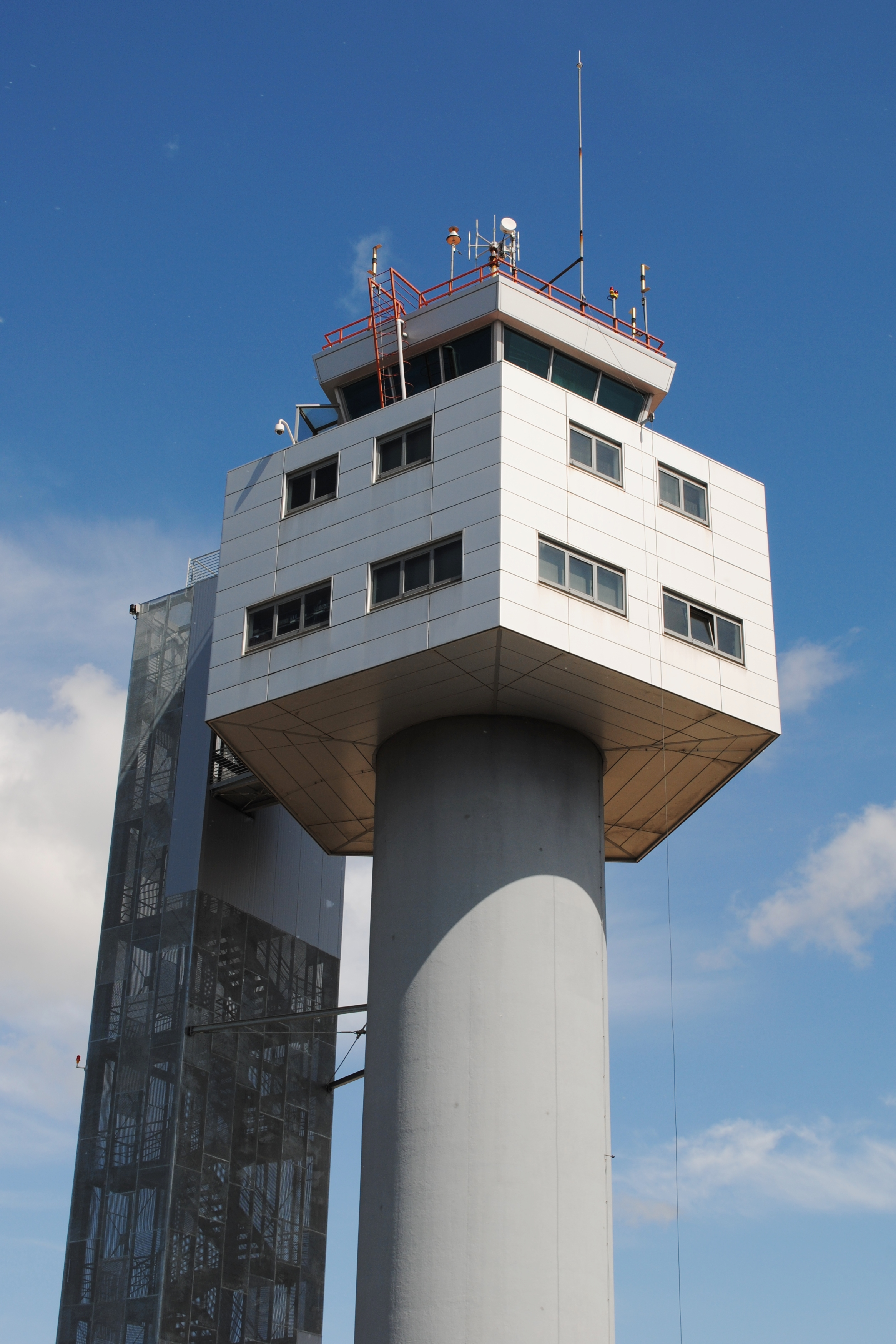
Torre.

En 1995 se construyó un nuevo edificio terminal y se amplió la plataforma. El edificio terminal de pasajeros ocupa dos plantas del edificio principal e incluye la zona de salidas, llegadas, restauración, tiendas, servicios y oficinas de administración. El aeropuerto dispone de una pista de vuelo y de una plataforma de estacionamiento de aeronaves, parte de la cual es utilizada como helipuerto. Asimismo dispone de una torre de control, una terminal de carga, un edificio contra incendios y salvamento, un centro emisor, una zona de aviación general y una central eléctrica.

### Accidentes

#### Accidente del vuelo Aviaco AYC-260[11]
El 21 de marzo de 1994 un avión DC-9-32 matrícula EC-CLE «Ponce de León» sufrió un accidente al romperse su tren de aterrizaje, lo que produjo que el avión capotara.
Durante la fase de aproximación final, con la cabecera de pista en condiciones de visibilidad reducida por bancos de niebla, la aeronave aumentó su régimen de descenso, se situó bajo la senda de planeo y tocó en una barra elevada de iluminación de aproximación, entrando en contacto con el terreno en la zona libre de obstáculos previa a la pista. Los amortiguadores de las dos patas del tren de aterrizaje principal colapsaron y estas se rompieron por la zona de anclaje a sus respectivos planos, haciéndolo con la del lado derecho también el depósito de combustible de ese lado, que se derramó e incendió.
Aunque los tripulantes veían el principio de la pista, ninguno oyó los seis avisos que emitió el Sistema de Avisos de Proximidad al Terreno. Probablemente, la concentración en los estímulos visuales les llevó a ignorar los acústicos y, en consecuencia, a continuar sin variaciones la aproximación.

### SigloXXI
En el año 2004 entró en funcionamiento el Sistema Instrumental de Aterrizaje (ILS) de Categoría II/III. El aeropuerto de Vigo se convertía así en el quinto de la red de AENA en disponer de este avanzado sistema tecnológico que permite operar a los aviones en condiciones de baja visibilidad y reducir significativamente los desvíos y cancelaciones producidos por condiciones meteorológicas adversas (niebla y nubes bajas).
En el año 2005 se produjo un fuerte aumento del número de pasajeros hasta superar los 1 100 000, objetivo que el Plan Director del aeropuerto no preveía cumplir hasta 2010. Este desfase ha supuesto la unánime reivindicación de mejoras desde muy diversos ámbitos ciudadanos: el Ayuntamiento, los empresarios y sindicatos han manifestado su apoyo a la ampliación de horarios e instalaciones.
En el año 2007 el aeropuerto alcanzó su máximo número de pasajeros superando las 1.400.000 personas. Ese año fue el principal aeropuerto gallego en la ruta con Madrid, transportando a casi 900 000 pasajeros, ligeramente por delante del aeropuerto de La Coruña y muy por delante del aeropuerto de Santiago.
A raíz de la crisis económica el aeropuerto comenzó a perder pasajeros, llegando a quedar sin la mitad de su pasaje en el año 2013, cuando registró 678.000 pasajeros. Esta situación se vio empeorada por el inicio de las subvenciones a las compañías aéreas para fomentar la apertura de nuevas rutas y el aumento de frecuencias en los aeropuertos vecinos de Oporto, Santiago y La Coruña. Esto produjo la situación paradójica de que se comenzaran a subvencionar nuevas rutas que ya operaban históricamente en otros aeropuertos vecinos sin aporte económico, provocando la desaparición de estas. Incluso se llegó a subvencionar la misma ruta en aeropuertos vecinos, provocando un trasvase de pasajeros entre aeropuertos.
En el año 2018 el Sistema de aterrizaje instrumental ILS tuvo que ser sustituido por haber llegado al final de su vida útil y actualizado a la categoría III. Este proceso se demoró durante más de 4 semanas entre los meses de mayo y junio, coincidiendo con una época de tiempo muy inestable, lo que provocó la cancelación y desvío de más de 160 vuelos que afectaron a más de 21 000 pasajeros.
En febrero de 2019, tras varias semanas de negociaciones entre la compañía Ryanair y el ayuntamiento de Vigo, el ayuntamiento rechaza convocar un concurso público con las condiciones que exige la compañía aérea y anuncian el sondeo de otras compañías aéreas que puedan estar interesadas. Unos días después, Ryanair anuncia su abandono definitivo del aeropuerto de Vigo por no llegar a un acuerdo para la renovación del convenio que tenían suscrito desde el año 2016 por el que operaban vuelos diarios a Barcelona y mantenían vuelos estacionales a Dublín y a Londres, con la opción de ampliar estos últimos a una ruta anual. Dejarán de operar el 31 de marzo la ruta a Barcelona y el 7 de mayo las rutas internacionales.
Entre los meses de marzo y junio de 2020 el aeropuerto, al igual que el conjunto de toda la red aeroportuaria española se vio afectado por la crisis ocasionada por la pandemia por COVID-19, quedando restringidos sus vuelos a mínimos históricos durante varias semanas con apenas 1 vuelo semanal a Madrid operado por Iberia. El resto de aerolíneas que operan regularmente en el aeropuerto suspendieron todas sus operaciones durante el estado de alarma decretado.

## Ampliación

### Aparcamiento
A finales de mayo de 2007, el Consejo de Administración de Aena adjudicó las obras de construcción del “Edificio de Aparcamiento de Vehículos, Urbanización y Bloque Técnico del aeropuerto de Vigo”, a Dragados S.A. por un importe de 38 266 145 euros y un plazo de ejecución de 28 meses.
La construcción ha supuesto un nuevo edificio de aparcamiento formado por una planta baja y cuatro plantas bajo tierra. El nuevo aparcamiento, que dotará al aeropuerto de 2500 plazas, tiene una superficie media por planta de 18 000 metros cuadrados. El diseño de este nuevo edificio contempla forjados aterrazados que permitan ganar en ventilación, iluminación, espacialidad, valor paisajístico, minimización del impacto ambiental y ahorro y eficiencia energética.
Con el fin de minimizar las posibles molestias ocasionadas por estas obras, el proyecto incluyó la construcción de un aparcamiento provisional de dos plantas con más de 900 plazas, al sur del aparcamiento actual. 
El nuevo Bloque Técnico, situado al norte de la parcela del nuevo aparcamiento, estará formado por dos plantas sobre rasante destinadas a oficinas y locales y cuatro plantas soterradas destinadas a instalaciones, vestuarios y estacionamiento de empleados.
Dentro de este mismo expediente se recoge también la urbanización de los viales próximos al Terminal de Pasajeros, zona de estacionamiento del Terminal de Carga y un aparcamiento en la zona de apoyo a Carga.

### Terminal pasajeros

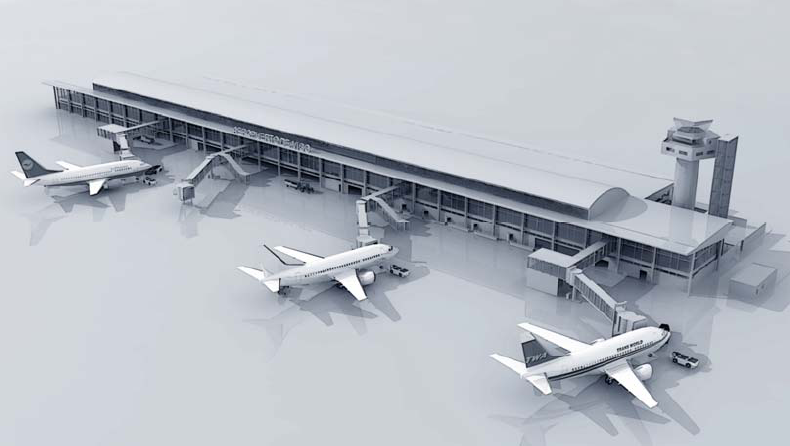
Imagen ampliación Aeropuerto de Vigo facilitada por el Ministerio de Fomento.

Después de conocerse durante el verano de 2008 que se ampliaría la terminal del aeropuerto vigués  (enlace roto disponible en Internet Archive; véase el historial, la primera versión y la última)., y tras más de un año de demora y de contradictorias informaciones de como sería finalmente la ampliación de la terminal , el 24 de febrero de 2010, el Consejo de Administración de Aena aprobó en su reunión la licitación de las obras de ampliación de la terminal con un presupuesto de 59 393 578,76 euros. Con esta actuación, el proyecto de la obra contempla una ampliación y remodelación total del actual edificio terminal, que pasará de la superficie actual de 8200 metros cuadrados a una superficie total de 19 400. Además, esta ampliación posibilitará que Peinador tenga una capacidad de cuatro millones de usuarios anuales .
El nuevo edificio terminal, diseñado por el arquitecto pontevedrés César Portela, se distribuirá en cuatro plantas:
- La planta sótano estará destinada a la realización del control de equipajes de bodega, así como a zonas de almacenaje y de diversas instalaciones.
- En la planta baja se encontrará la zona de facturación con un total de 23 mostradores, así como el control de seguridad, la sala de recogida de equipajes y el vestíbulo de llegadas. En esta planta también estarán situados la zona comercial del aeropuerto, la cafetería y el restaurante.
- La planta primera del nuevo edificio terminal del aeropuerto de Vigo será desde la que se realicen las salidas y para ello contará con cuatro pasarelas de embarque (dos más que en la actualidad), de las cuales dos serán dobles para permitir el embarque a vuelos en remoto.
- Por último, la planta segunda, que estará situada en la elevación de la cubierta, se destinará a oficinas de operaciones.

La construcción de la nueva terminal del Aeropuerto de Vigo está cofinanciada por el Fondo Europeo de Desarrollo Regional (FEDER) de la Unión Europea.

### Terminal de carga
Durante los meses finales a 2007 y principios de 2008 se produjeron una serie de mejoras en la estructura de la terminal de carga, de acuerdo a la normativa de la Unión Europea con un coste estimado de 1,5 millones de euros.

### Pasarela
En el año 2016 fue construida por la empresa orensana COPASA y por un coste aproximado de 1,6 millones de euros una pasarela de acero inoxidable de 161 metros de longitud que comunica con la terminal de pasajeros desde el aparcamiento público del IFEVI y con la parada de Vitrasa de la línea 9A, evitando así el peligroso nudo de carreteras.

### Datos de aerolíneas

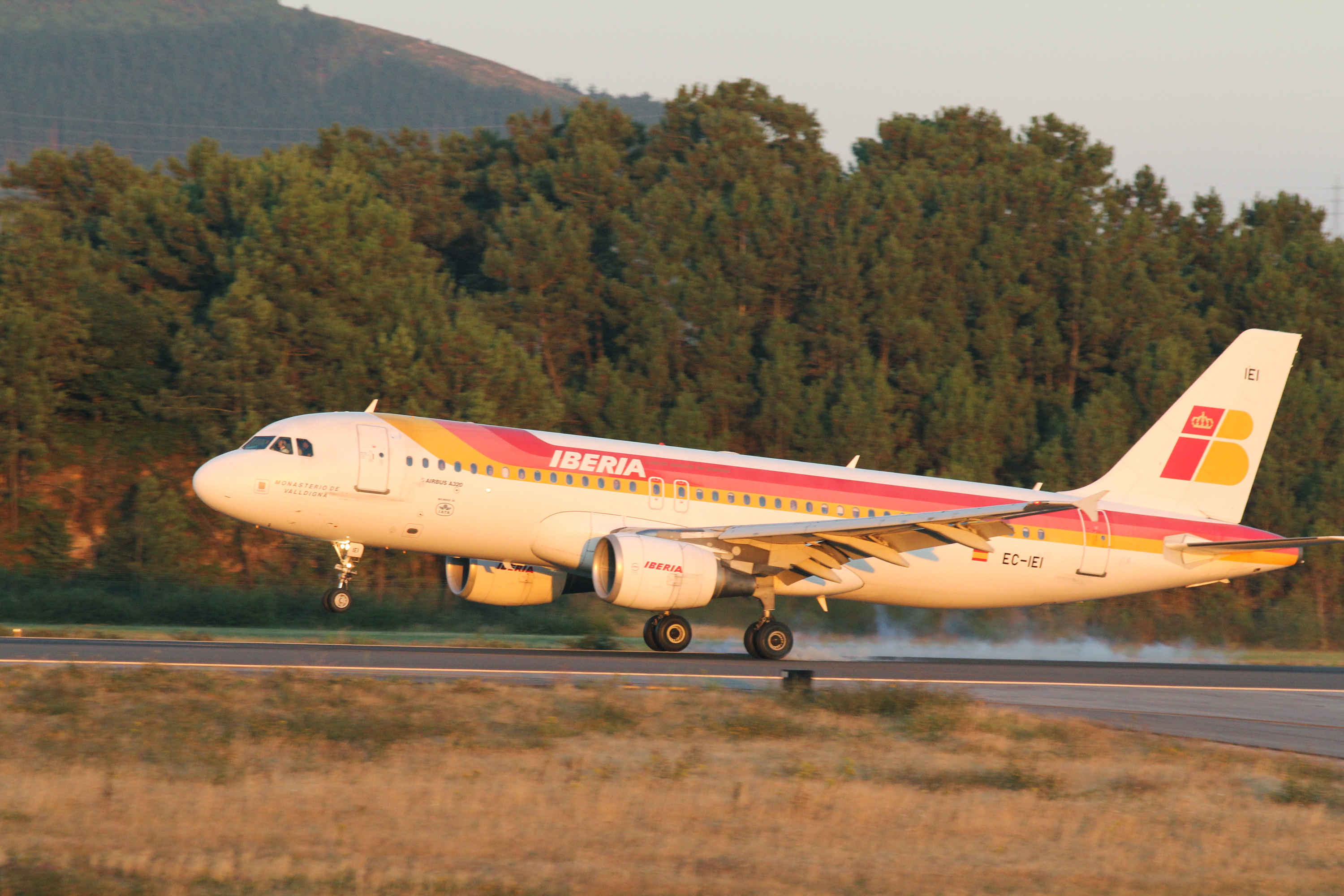
Iberia aterrizando en Peinador.

## Aerolíneas y destinos

### Destinos nacionales
| Ciudades             | Aeropuerto                                       | Aerolíneas                                 |
| España               | España                                           | España                                     |
| -------------------- | ------------------------------------------------ | ------------------------------------------ |
| Islas Baleares       |                                                  |                                            |
| Palma de Mallorca    | Aeropuerto de Palma de Mallorca                  | Air Nostrum                                |
| Canarias             |                                                  |                                            |
| Gran Canaria         | Aeropuerto de Gran Canaria                       | Air Nostrum (Estacional) / Binter Canarias |
| Lanzarote            | Aeropuerto de Lanzarote                          | Air Nostrum (Estacional)                   |
| Tenerife             | Aeropuerto de Tenerife Norte-Ciudad de La Laguna | Binter Canarias / Air Nostrum (Estacional) |
| Cataluña             |                                                  |                                            |
| Barcelona            | Aeropuerto Josep Tarradellas Barcelona-El Prat   | Ryanair / Vueling                          |
| Comunidad de Madrid  |                                                  |                                            |
| Madrid               | Aeropuerto Adolfo Suárez Madrid-Barajas          | Air Europa / Iberia                        |
| País Vasco           |                                                  |                                            |
| Bilbao               | Aeropuerto de Bilbao                             | Air Nostrum (Estacional)                   |
| Comunidad Valenciana |                                                  |                                            |
| Valencia             | Aeropuerto de Valencia                           | Air Nostrum                                |

### Destinos internacionales
| Ciudades por países | Nombre del aeropuerto          | Aerolíneas |
| Europa              | Europa                         | Europa     |
| ------------------- | ------------------------------ | ---------- |
| Reino Unido         |                                |            |
| Londres             | Aeropuerto de Londres-Stansted | Ryanair    |

### Vuelos por mes
| Aerolínea       | País    | Destino           | E | F | M | A | M | J | J | A | S | O | N | D |
| --------------- | ------- | ----------------- | - | - | - | - | - | - | - | - | - | - | - | - |
| Air Europa      | España  | Madrid            | X | X | X | X | X | X | X | X | X | X | X | X |
| Air Nostrum     | España  | Bilbao            | X | X | X | X | X | X | X |   | X | X | X | X |
| Air Nostrum     | España  | Gran Canaria      |   |   |   |   |   |   | X | X | X |   |   |   |
| Air Nostrum     | España  | Ibiza             |   |   |   |   |   |   | X | X | X |   |   |   |
| Air Nostrum     | España  | Lanzarote         |   |   |   |   |   |   | X | X | X |   |   |   |
| Air Nostrum     | España  | Menorca           |   |   |   |   |   |   | X | X | X |   |   |   |
| Air Nostrum     | España  | Palma de Mallorca | X | X | X | X | X | X | X | X | X | X | X | X |
| Air Nostrum     | España  | Santander         |   |   |   |   |   |   | X | X | X |   |   |   |
| Air Nostrum     | España  | Valencia          | X | X | X | X | X | X | X | X | X | X | X | X |
| Binter Canarias | España  | Gran Canaria      | X | X | X | X | X | X | X | X | X | X | X | X |
| Binter Canarias | España  | Tenerife Norte    | X | X | X | X | X | X | X | X | X | X | X | X |
| Iberia          | España  | Madrid            | X | X | X | X | X | X | X | X | X | X | X | X |
| Iberia Express  | España  | Tenerife Norte    |   |   |   |   |   | X | X | X | X |   |   |   |
| Ryanair         | Irlanda | Barcelona         | X | X | X | X | X | X | X | X | X | X | X | X |
| Ryanair         | Irlanda | Londres           | X | X | X | X | X | X | X | X | X | X | X | X |
| Vueling         | España  | Barcelona         | X | X | X | X | X | X | X | X | X | X | X | X |

### Histórico de rutas
| Año  | Nuevas rutas | Rutas canceladas |
| ---- | --- | --- |
| 2010 | Bruselas (Vueling) | Bruselas (Vueling), Gran Canaria (Spanair) |
| 2011 | Bruselas (Air Nostrum), Londres-Heathrow (Vueling) | Bruselas (Air Nostrum), Lérida (Pyrenair) |
| 2012 | Ibiza (Volotea), Palma de Mallorca (Vueling), Sevilla (Volotea) | Barcelona (Spanair), Ibiza (Volotea), Londres-Heathrow (Vueling), Palma de Mallorca (Vueling), Sevilla (Volotea)                                                                                  |
| 2013 | Tenerife-Norte (Iberia Express) | Tenerife Sur (Air Europa) |
| 2014 | Ibiza (Volotea), Palma de Mallorca (Volotea), Valencia (Volotea) | |
| 2015 | Gran Canaria (Air Nostrum), Londres-Luton (Air Nostrum), Málaga (Air Nostrum), Sevilla (Air Nostrum)                                                                                       | París-Charles de Gaulle (Air France) |
| 2016 | Alicante (Air Nostrum), Barcelona (Ryanair), Bolonia (Ryanair), Dublín (Ryanair), Lisboa (TAP), Menorca (Air Nostrum), París-Charles de Gaulle (Air Nostrum), Roma-Fiumicino (Air Nostrum) | Ibiza (Volotea), Palma de Mallorca (Volotea), Valencia (Volotea) |
| 2017 | Edimburgo (Ryanair), Ibiza (Air Nostrum), Milán-Bérgamo (Ryanair), Palma de Mallorca (Air Nostrum), Valencia (Air Nostrum)                                                                 | Alicante (Air Nostrum), Málaga (Air Nostrum), Roma-Fiumicino (Air Nostrum), Sevilla (Air Nostrum)                                                                                                 |
| 2018 | Gran Canaria (Binter Canarias), Tenerife-Norte (Binter Canarias) | Bolonia (Ryanair), Edimburgo (Ryanair), Milán-Bérgamo (Ryanair), Lisboa (TAP), Londres-Luton (Air Nostrum)                                                                                        |
| 2019 | Londres-Stansted (Ryanair), Palma de Mallorca (Air Europa), Sevilla (Air Nostrum) | Barcelona (Ryanair), Dublín (Ryanair), Gran Canaria (Air Nostrum), Ibiza (Air Nostrum), Londres-Stansted (Ryanair), Menorca (Air Nostrum), Palma de Mallorca (Air Nostrum), Sevilla (Air Nostrum) |
| 2020 | | Bilbao (Air Nostrum), Palma de Mallorca (Air Europa), París-Charles de Gaulle (Air Nostrum), Tenerife-Norte (Iberia Express), Valencia (Air Nostrum)                                              |
| 2021 | Barcelona (Ryanair), Ibiza (Air Nostrum), Menorca (Air Nostrum), Palma de Mallorca (Air Nostrum), Tenerife-Norte (Iberia Express), Tenerife Sur (Lattitude Hub), Valencia (Air Nostrum)    | Tenerife Sur (Lattitude Hub) |
| 2022 | Alicante (Air Nostrum), Bilbao (Air Nostrum), Lanzarote (Air Nostrum), Málaga (Air Nostrum), Santander (Air Nostrum), Sevilla (Air Nostrum)                                                | Alicante (Air Nostrum), Málaga (Air Nostrum), Sevilla (Air Nostrum) |
| 2023 | Londres-Stansted (Ryanair) | Valencia (Air Nostrum) |
| 2024 | Valencia (Air Nostrum) | Bilbao (Air Nostrum) |

## Estadísticas

### Pasajeros
| 1991      | 1992      | 1993      | 1994      | 1995      |
| --------- | --------- | --------- | --------- | --------- |
| 355.255   | 371.229   | 380.356   | 365.132   | 388.843   |
| 1996      | 1997      | 1998      | 1999      | 2000      |
| 441.010   | 555.428   | 582.679   | 621.488   | 721.608   |
| 2001      | 2002      | 2003      | 2004      | 2005      |
| 790.540   | 778.861   | 840.013   | 911.975   | 1.108.720 |
| 2006      | 2007      | 2008      | 2009      | 2010      |
| 1.188.046 | 1.405.968 | 1.278.762 | 1.103.291 | 1.093.201 |
| 2011      | 2012      | 2013      | 2014      | 2015      |
| 976.152   | 828.720   | 678.720   | 680.387   | 713.563   |
| 2016      | 2017      | 2018      | 2019      | 2020      |
| 954.006   | 1.065.595 | 1.129.689 | 1.012.447 | 303.466   |
| 2021      | 2022      | 2023      | 2024      | 2025      |
| 549.094   | 953.261   | 1.136.157 | 1.057.434 |           |

|  |

### Carga
|  |

### Destinos nacionales con mayor demanda
| Posición | Ciudad            | Pasajeros 2023 | Diferencia 2022-2023 | Máximo anual   |
| -------- | ----------------- | -------------- | -------------------- | -------------- |
| 1        | Madrid            | 721.814        | 28,1 %               | 892.775 (2007) |
| 2        | Barcelona         | 247.223        | 2,92 %               | 283.335 (2007) |
| 3        | Gran Canaria      | 44.802         | 19,4 %               | 46.063 (2024)  |
| 4        | Tenerife(TFN+TFS) | 39.972         | 11,6 %               | 40.791 (2024)  |
| 5        | Palma de Mallorca | 18.609         | 6,1 %                | 20.184 (2006)  |
| 6        | Bilbao            | 8.616          | 19,2 %               | 30.129 (2006)  |
| 7        | Ibiza             | 3.507          | 20,5 %               | ()             |
|          | Valencia          | 1.112          | 92,5 %               | 45.166 (2005)  |

### Destinos internacionales con mayor demanda
| Posición | Ciudad  | Pasajeros 2023 | Diferencia 2022-2023 | Máximo anual   |
| -------- | ------- | -------------- | -------------------- | -------------- |
| 1        | Londres | 34.925         | %                    | 39.997 (2024)  |
|          | París   |                | 100 %                | 106.383 (2008) |
|          | Dublín  |                | 100 %                | 22.131 (2017)  |

### Evolución del tráfico de pasajeros por destinos
|                   | 2009    | 2010    | 2011    | 2012    | 2013    | 2014    | 2015    | 2016    | 2017    | 2018    | 2019    | 2020    | 2021    | 2022    | 2023    |
| ----------------- | ------- | ------- | ------- | ------- | ------- | ------- | ------- | ------- | ------- | ------- | ------- | ------- | ------- | ------- | ------- |
| Alicante          |         |         |         |         |         |         | 1.449   | 6.856   | 5.441   | 4.150   | 2.237   |         |         | 1.440   | 1.862   |
| Almería           |         |         |         |         |         |         |         |         | 2.078   |         |         | 1.125   |         |         |         |
| Barcelona         | 214.441 | 253.908 | 223.376 | 159.238 | 134.745 | 130.999 | 131.041 | 266.369 | 280.950 | 274.446 | 194.868 | 50.106  | 129.872 | 254.679 | 247.223 |
| Bilbao            | 24.601  | 20.783  | 20.132  | 13.763  | 5.527   | 10.030  | 10.107  | 12.235  | 13.155  | 12.990  | 14.270  | 3.040   |         | 7.227   | 8.616   |
| Gran Canaria      | 1.762   | 1.922   |         |         | 1.523   | 1.850   | 2.974   | 3.173   | 3.630   | 14.084  | 19.114  | 10.889  | 27.658  | 37.510  | 44.802  |
| Ibiza             |         |         |         | 4.725   |         | 4.432   | 4.214   | 4.568   | 1.562   | 2.888   | 1.899   |         | 3.525   | 2.911   | 3.507   |
| Lanzarote         | 6.040   | 4.971   | 5.063   | 4.540   |         |         |         |         |         |         |         |         |         | 983     | 2.072   |
| Madrid            | 709.582 | 664.088 | 566.843 | 516.700 | 442.018 | 455.831 | 496.364 | 543.325 | 590.511 | 662.327 | 684.409 | 217.716 | 342.335 | 563.437 | 721.814 |
| Menorca           |         |         |         |         |         |         |         | 2.880   | 3.902   | 2.592   | 1.225   |         | 1.847   | 1.449   | 2.521   |
| Málaga            |         |         |         |         |         | 4.614   | 10.244  | 6.012   | 2.195   |         |         |         |         | 4.614   | 1.362   |
| Palma de Mallorca |         | 1.460   |         | 9.751   | 2.847   | 8.187   | 4.749   | 8.052   | 2.010   | 4.737   | 6.449   |         | 9.330   | 17.538  | 18.609  |
| Santander         |         |         |         |         |         |         |         |         |         |         |         |         |         | 1.455   | 1.273   |
| Sevilla           |         | 4.555   | 6.936   | 8.700   |         |         | 2.839   | 3.749   | 3.689   |         | 5.826   |         |         | 4.448   |         |
| Tenerife Norte    |         |         |         |         | 1.686   | 1.307   | 2.435   | 7.561   | 9.381   | 16.546  | 29.600  | 11.905  | 19.992  | 35.810  | 39.972  |
| Tenerife Sur      | 17.332  | 23.856  | 17.541  | 16.826  | 13.912  | 11.869  | 5.189   | 4.926   | 410     |         |         |         | 2.079   |         |         |
| Valencia          | 19.539  | 19.836  | 18.072  |         |         | 5.100   | 7.030   | 13.087  | 7.116   | 15.265  | 28.160  | 4.969   | 7.594   | 14.874  | 1.112   |
| Zaragoza          | 2.534   |         |         |         |         |         |         |         |         |         |         |         |         |         |         |
|                   |         |         |         |         |         |         |         |         |         |         |         |         |         |         |         |
| Bolonia           |         |         |         |         |         |         |         | 20.556  | 21.141  | 19.710  |         |         |         |         |         |
| Bruselas          |         | 18.034  | 6.797   |         |         |         |         |         |         |         |         |         |         |         |         |
| Dublín            |         |         |         |         |         |         |         | 20.895  | 22.132  | 20.829  | 3.504   |         |         |         |         |
| Edimburgo         |         |         |         |         |         |         |         |         | 21.044  | 20.601  |         |         |         |         |         |
| Lisboa            |         |         |         |         |         |         |         | 11.237  | 32.321  | 27.308  |         |         |         |         |         |
| Londres           | 13.454  |         | 17.697  | 18.009  |         |         | 3.209   | 3.203   | 3.228   | 2.575   | 3.436   |         |         |         | 34.925  |
| Milán             |         |         |         |         |         |         |         |         | 20.114  | 18.568  |         |         |         |         |         |
| París             | 84.452  | 76.486  | 89.481  | 70.922  | 71.242  | 47.526  | 34.414  | 3.027   | 3.427   | 2.664   | 11.879  |         |         |         |         |
| Roma              |         |         |         |         |         |         |         | 3.104   | 3.199   |         |         |         |         |         |         |

### Año en curso
| Evolución del año en curso (2024) | Evolución del año en curso (2024) | Evolución del año en curso (2024) | Evolución del año en curso (2024) | Evolución del año en curso (2024) | Evolución del año en curso (2024) | Evolución del año en curso (2024) | Evolución del año en curso (2024) |
| --------------------------------- | --------------------------------- | --------------------------------- | --------------------------------- | --------------------------------- | --------------------------------- | --------------------------------- | --------------------------------- |
| Mes                               | Pasajeros                         | % 24-23                           | Operaciones                       | % 24-23                           | Carga (kg)                        | % 24-23                           |                                   |
| enero                             | 76.084                            | 2,5 %                             | 1.068                             | - 12,5 %                          | 35.879                            | 17,6 %                            |                                   |
| febrero                           | 78.767                            | 3,4 %                             | 1.045                             | - 10,1 %                          | 24.954                            | - 42,9 %                          |                                   |
| marzo                             | 92.348                            | 8,7 %                             | 1.027                             | - 8,5 %                           | 28.105                            | - 46,5 %                          |                                   |
| abril                             | 91.655                            | - 7,2 %                           | 970                               | - 23,3 %                          | 19.823                            | - 43,2 %                          |                                   |
| mayo                              | 19.429                            | - 83,3 %                          | 167                               | - 86 %                            | 2.794                             | - 95,8 %                          |                                   |
| junio                             | 101.255                           | 1,6 %                             | 1.011                             | - 6 %                             | 21.963                            | - 33,3 %                          |                                   |
| julio                             | 111.380                           | 0,1 %                             | 1.108                             | - 19,2 %                          | 23.074                            | - 78,7 %                          |                                   |
| agosto                            | 116.760                           | 0,4 %                             | 1.217                             | - 23 %                            | 19.786                            | - 73,5 %                          |                                   |
| septiembre                        | 100.418                           | - 6,7 %                           | 1.058                             | - 27,2 %                          | 30.052                            | - 85 %                            |                                   |
| octubre                           |                                   | %                                 |                                   | %                                 |                                   | - %                               |                                   |
| noviembre                         |                                   | %                                 |                                   | %                                 |                                   | %                                 |                                   |
| diciembre                         |                                   | %                                 |                                   | %                                 |                                   | %                                 |                                   |
| Total                             |                                   | %                                 |                                   | %                                 |                                   | %                                 |                                   |

## Infraestructuras
- 1 Terminal de pasajeros
- 3 cintas de recogida de equipaje
- Aparcamiento subterráneo de 2500 plazas.
- 1 Parada taxis
- 8 Dársenas autobuses
- 1 Parada autobús urbano (Vitrasa) Archivado el 30 de enero de 2016 en Wayback Machine.

## Accesos

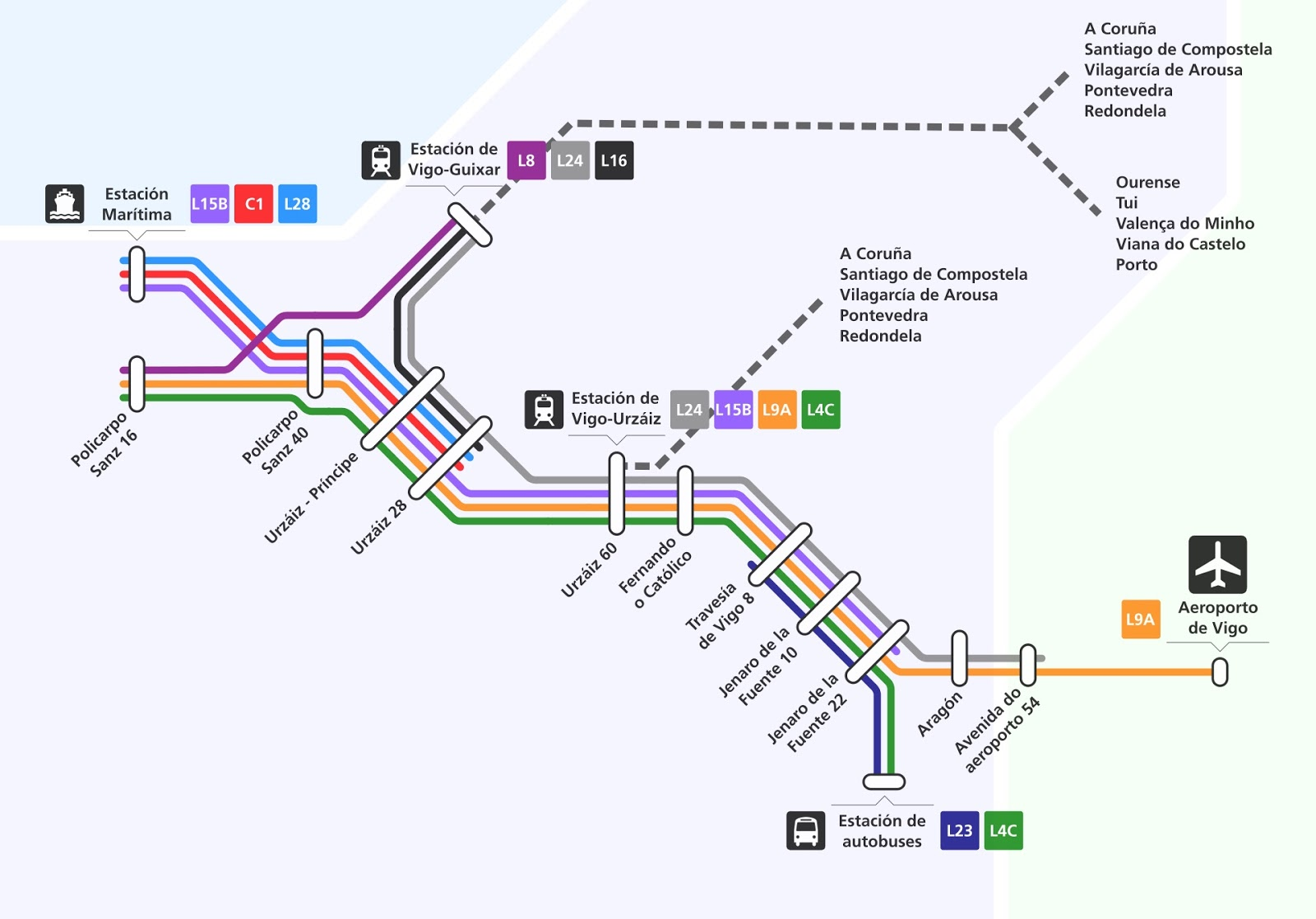
Mapa de tránsito del aeropuerto de Vigo

El aeropuerto de Vigo está conectado con el resto de Galicia y norte de Portugal por diferentes redes de transporte.

### Transporte público

#### Bus
- La línea de autobús A tiene parada en la primera planta del aeropuerto.
- El servicio de transporte urbano (Línea A) operado por Vitrasa conecta el aeropuerto con el centro de la ciudad con paradas en localizaciones clave como Praza da Industria, Candeán, Policarpo Sanz, Castrelos y Beade. Tiene una frecuencia de 30 minutos y la última salida desde el aeropuerto hacia la ciudad se realiza a las 23:05.
- El autobús tiene un coste de 1,65€. Solamente admite el pago en efectivo o con la tarjeta PassVigo.

- La estación de autobuses de Vigo está conectada con el aeropuerto por las líneas de bus urbano L4C y L23 en conexión con la línea A en la parada de Travesía de Vigo n.º 7. Esta estación ofrece conectividad con el resto del área metropolitana, ciudades de Galicia, Portugal y otras ciudades españolas.

#### Tren

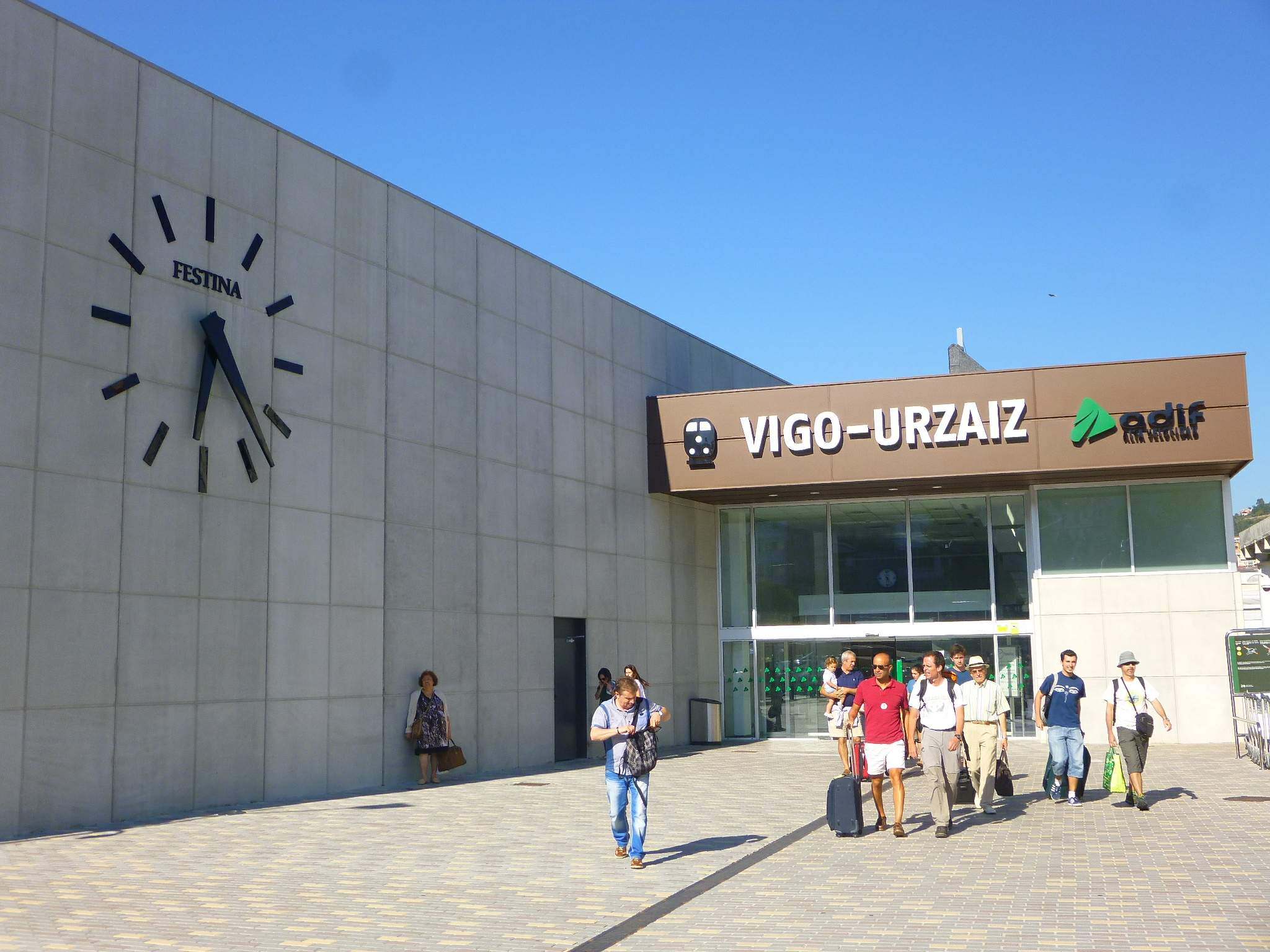
Estación de Vigo-Urzáiz

- La estación de Vigo-Urzáiz está conectada con el aeropuerto directamente por la línea de bus urbano L9A cada 30 minutos. Ofrece conectividad con las ciudades de Pontevedra (30 km), Villagarcía de Arosa (60 km), Santiago de Compostela (90 km) y La Coruña (158 km).
- La estación de Vigo-Guixar está conectada con el aeropuerto por las líneas de bus urbano L8, L16 y L24 en conexión con la L9A en la parada de Urzáiz nº13. Opcionalmente se puede usar la línea directa L9A bajándose en la parada de la estación marítima, que se encuentra cerca de la estación. Ofrece conectividad con Oporto (152 km), Orense (100 km), Ponferrada (250 km) y otras ciudades de España y Portugal.

#### Barco
La estación marítima del puerto de Vigo está conectada directamente con el aeropuerto mediante la línea L9A que tiene una frecuencia de 30 minutos.
Varias empresas operan conexiones con localidades del otro lado de la Ría de Vigo con una duración de la travesía inferior a los 20 minutos:
- Cangas:

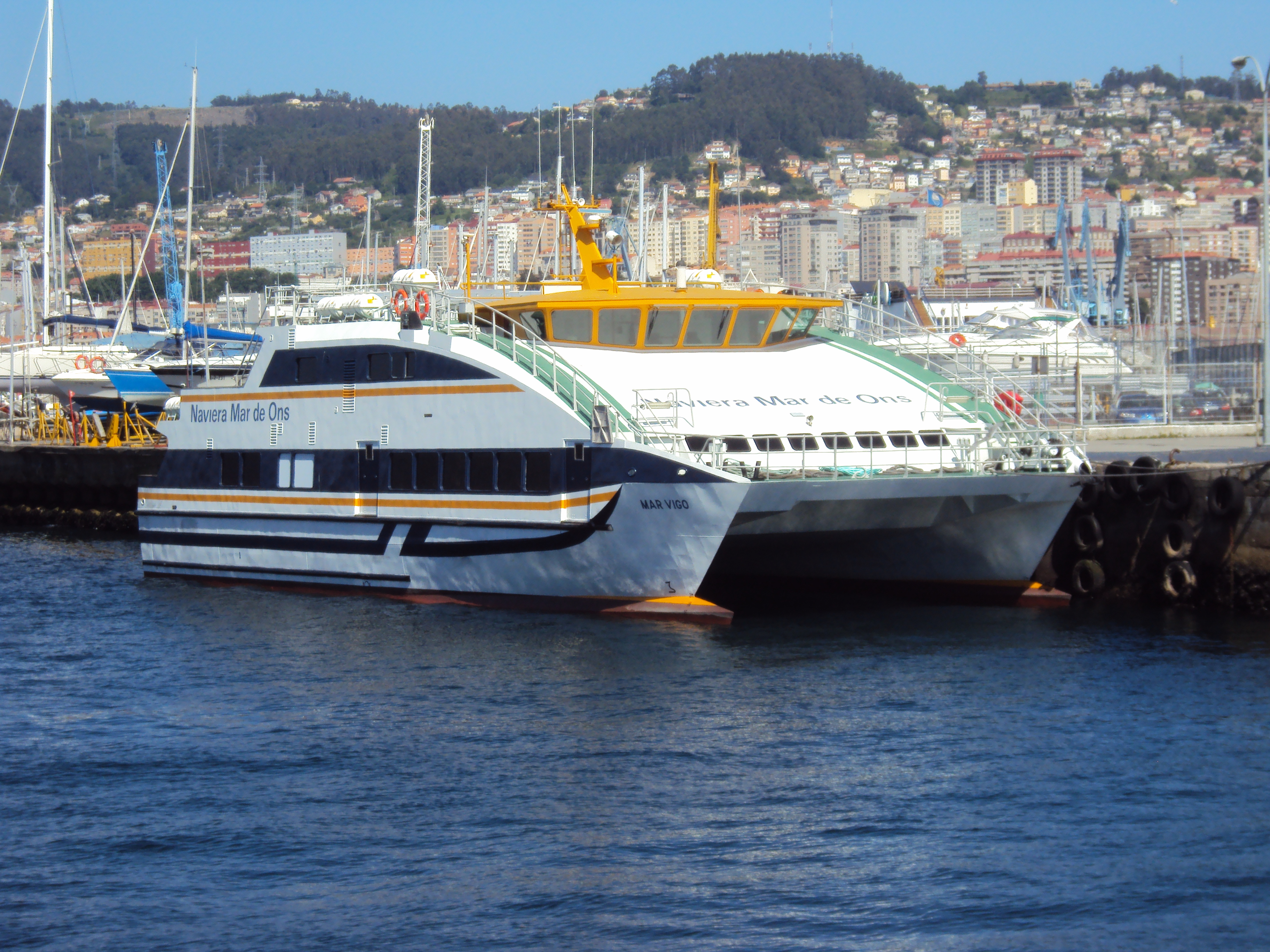
Barco de la naviera Mar de Ons en el puerto de Vigo

  - Opera todos los días del año, festivos incluidos.
  - Realizan varios viajes al día, ofreciendo desde 16 conexiones los fines de semana y festivos hasta más de 30 durante la semana.
- Moaña:
  - Opera de lunes a sábado.
  - Salidas cada hora.

Durante la época veraniega y en Semana Santa se operan varias frecuencias diarias por distintas compañías a las Islas Cíes así como a la isla de Ons.
La estación marítima cuenta además con una terminal de cruceros en la que se producen varias escalas, y ocasionalmente también tienen lugar embarques de salidas de cruceros.

### Taxi
El servicio de Taxi está disponible delante del edificio terminal. El tiempo de viaje entre el centro de la ciudad y el aeropuerto ciudad es de unos 10-15 minutos.
El trayecto con origen en el aeropuerto y destino en los términos municipales de Vigo, Redondela o Mos tiene un precio fijo de 22,27€.

### Alquiler de coche
En el aeropuerto operan varias compañías de alquiler de vehículos:
- Budget:
  - L-V: 07:00-23:00
  - S: 08:00-23:00
  - D: 10:00-14:30 y 16:00-23:00
- Avis:
  - L-V: 07:00-23:00
  - S: 08:00-23:00
  - D: 10:00-14:30 y 16:00-23:00
- Enterprise/Atesa:
  - L-V: 07:30-00:00
  - S: 08:00-22:00
  - D: 10:00-13:30 y 15:30-22:00
- Europcar:
  - L-V: 07:00-23:00
  - S: 08:00-14:30 y 16:00-22:45
  - D: 10:00-14:30 y 16:30-23:00
- Sixt:
  - L-D: 07:00-00:30

Además en las proximidades del aeropuerto operan las siguientes compañías:
- Hertz:
  - L-V: 08:00-22:00
  - S: 09:00-14:00
  - D: 09:00-13:00 y 16:00-20:00

### Acceso por carretera
Existe un acceso próximo desde la autopista AP-9 que se enlaza con otras carreteras:
- La propia AP-9 que va hacia el norte y comunica con Pontevedra, Villagarcía de Arosa, Padrón, Santiago de Compostela hasta La Coruña.
- La circunvalación de Vigo VG-20, que comunica con la zona suroeste de la ciudad, así como con el puerto.
- La autopista de Val Miñor AG-57, que comunica con núcleos urbanos de la región sur del área metropolitana, como Bayona, Nigrán, Ramallosa o Nigrán.
- La autovía de las Rías Bajas A-52, que comunica con municipios del interior de la provincia de Pontevedra, Orense o Verín, hasta llegar a Benavente.
- La autovía Vigo-Portugal A-55 que conecta con el centro de la ciudad, y se dirige hacia el sur, pasando por Porriño o Tuy, hasta la frontera con Portugal, desde donde se continua con la A3.

El aeropuerto también está conectado con el centro de la ciudad por la N-556, también conocida como avenida del aeropuerto, y con el centro de Vigo por la carretera N-555.

## Área de captación

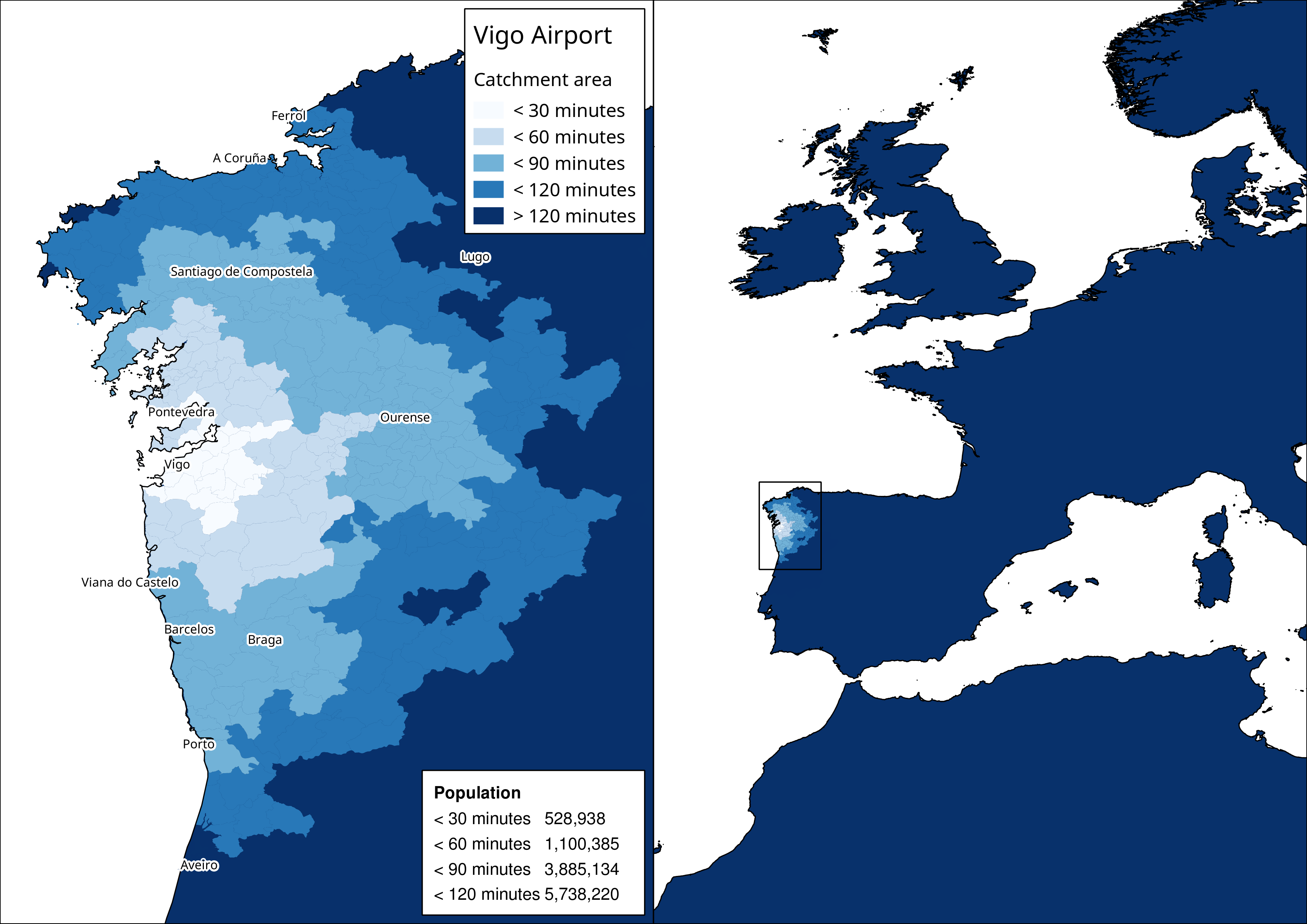
Área de captación del aeropuerto de Vigo

El aeropuerto de Vigo se encuentra en el centro de la eurorregión Galicia-Norte de Portugal. Esta situación, junto con el hecho de ser un aeropuerto bien comunicado le proporciona la mayor área de captación de los aeropuertos gallegos para todas las isocronas, siendo el segundo en la eurorregión tras el aeropuerto de Oporto. Además de la ciudad de Vigo, el área de captación del aeropuerto incluye algunos destinos turísticos como las Rías Bajas, norte de Portugal y Santiago de Compostela.
| 30 min  | 60 min    | 90 min    | 120 min   |
| ------- | --------- | --------- | --------- |
| 723.499 | 1.250.345 | 3,885,134 | 5,738,220 |

## Clima
El Aeropuerto de Vigo tiene un clima más frío que la propia ciudad. La niebla, presente en Vigo alrededor de unos 80 días al año, suele ser la culpable de algunas cancelaciones y retrasos de vuelos, si bien este problema se ha visto minimizado desde la instalación del ILS de categoría II/III. La temperatura media del aeropuerto es de 14.º, con una media de 8.º en enero y 20.º en julio y agosto. La temperatura mínima registrada es de -5.º el 4 de febrero de 1963 y la máxima es de 40° en agosto de 2016. Las nevadas no son habituales, aunque en el año 1983 se contaron 5 días de nieve en el mes de febrero.
| Parámetros climáticos promedio de Aeropuerto de Vigo                                                     | Parámetros climáticos promedio de Aeropuerto de Vigo | Parámetros climáticos promedio de Aeropuerto de Vigo | Parámetros climáticos promedio de Aeropuerto de Vigo | Parámetros climáticos promedio de Aeropuerto de Vigo | Parámetros climáticos promedio de Aeropuerto de Vigo | Parámetros climáticos promedio de Aeropuerto de Vigo | Parámetros climáticos promedio de Aeropuerto de Vigo | Parámetros climáticos promedio de Aeropuerto de Vigo | Parámetros climáticos promedio de Aeropuerto de Vigo | Parámetros climáticos promedio de Aeropuerto de Vigo | Parámetros climáticos promedio de Aeropuerto de Vigo | Parámetros climáticos promedio de Aeropuerto de Vigo | Parámetros climáticos promedio de Aeropuerto de Vigo |
| Mes | Ene.                                                 | Feb.                                                 | Mar.                                                 | Abr.                                                 | May.                                                 | Jun.                                                 | Jul.                                                 | Ago.                                                 | Sep.                                                 | Oct.                                                 | Nov.                                                 | Dic.                                                 | Anual                                                |
| --- | ---------------------------------------------------- | ---------------------------------------------------- | ---------------------------------------------------- | ---------------------------------------------------- | ---------------------------------------------------- | ---------------------------------------------------- | ---------------------------------------------------- | ---------------------------------------------------- | ---------------------------------------------------- | ---------------------------------------------------- | ---------------------------------------------------- | ---------------------------------------------------- | ---------------------------------------------------- |
| Temp. máx. abs. (°C)                                                                                     | 21.8                                                 | 27.6                                                 | 28.0                                                 | 29.6                                                 | 33.6                                                 | 38.6                                                 | 39.7                                                 | 40.8                                                 | 36.9                                                 | 32.6                                                 | 24.6                                                 | 23.2                                                 | 40.8                                                 |
| Temp. máx. media (°C)                                                                                    | 11.9                                                 | 13.3                                                 | 15.7                                                 | 16.6                                                 | 18.8                                                 | 22.5                                                 | 24.4                                                 | 24.7                                                 | 22.8                                                 | 18.8                                                 | 14.9                                                 | 12.4                                                 | 18.0                                                 |
| Temp. media (°C)                                                                                         | 8.6                                                  | 9.6                                                  | 11.5                                                 | 12.4                                                 | 14.6                                                 | 17.9                                                 | 19.6                                                 | 19.8                                                 | 18.3                                                 | 15.0                                                 | 11.5                                                 | 9.3                                                  | 14.0                                                 |
| Temp. mín. media (°C)                                                                                    | 5.4                                                  | 5.8                                                  | 7.3                                                  | 8.2                                                  | 10.4                                                 | 13.2                                                 | 14.8                                                 | 15.0                                                 | 13.8                                                 | 11.2                                                 | 8.2                                                  | 6.3                                                  | 9.9                                                  |
| Temp. mín. abs. (°C)                                                                                     | -4.0                                                 | -5.0                                                 | -3.0                                                 | -0.2                                                 | 2.0                                                  | 4.6                                                  | 7.6                                                  | 7.2                                                  | 5.0                                                  | 1.0                                                  | -0.8                                                 | -3.4                                                 | -5.0                                                 |
| Precipitación total (mm)                                                                                 | 208                                                  | 162                                                  | 141                                                  | 157                                                  | 127                                                  | 62                                                   | 44                                                   | 45                                                   | 102                                                  | 231                                                  | 246                                                  | 262                                                  | 1791                                                 |
| Días de precipitaciones (≥ )                                                                             | 14                                                   | 11.7                                                 | 11.6                                                 | 13.5                                                 | 12.4                                                 | 6.9                                                  | 5.0                                                  | 4.7                                                  | 7.8                                                  | 13.1                                                 | 13.1                                                 | 15.1                                                 | 129.2                                                |
| Horas de sol                                                                                             | 114                                                  | 131                                                  | 178                                                  | 193                                                  | 228                                                  | 273                                                  | 296                                                  | 287                                                  | 212                                                  | 154                                                  | 112                                                  | 101                                                  | 2269                                                 |
| Humedad relativa (%)                                                                                     | 84                                                   | 78                                                   | 73                                                   | 73                                                   | 73                                                   | 71                                                   | 71                                                   | 71                                                   | 74                                                   | 81                                                   | 84                                                   | 84                                                   | 77                                                   |
| Fuente: Agencia Estatal de Meteorología (AEMET). Valores climatológicos normales en el período 1981-2010 |                                                      |                                                      |                                                      |                                                      |                                                      |                                                      |                                                      |                                                      |                                                      |                                                      |                                                      |                                                      |                                                      |